# テミルベク・アクマタリエフ
テミルベク・アクマタリエフ（Temirbek Akmataliev、1958年12月15日 - ）は、キルギスタンの政治家。二等国家参議官、予備役大佐。財務相、内務相、生態学・非常事態相等を務めた。

## ソ連時代
ナルィン州ナルィン市出身。
1981年、農業簿記専攻でキルギス国立大学を卒業。
- 1981年～1983年 - ケミンスキー地区農業局の副主任簿記
- 1983年～1985年 - キルギス果物栽培省先任経済官
- 1985年～1989年 - ケミスンキー地区のソフホーズ「ジュィルトィル」の主任経済官、労働組合議長
- 1989年～1990年 - ケミンスキー地区の生産公団「セリホズヒミヤ」の主任経済官
- 1990年～1991年 - ケミンスキー地区のソフホーズ「クィズィル・オクチャーブリ」の先任経済官
- 1991年～1992年 - ケミンスキー地区農業局主任経済官

## キルギス共和国時代
- 1992年～1994年 - ケミンスキー地区のソフホーズ「クィズィル・オクチャーブリ」の先任経済官、副所長
- 1994年～1996年 - 大統領府の報告官、専門官、課副主任
- 1996年～1998年 - ジャラル・アバド州アラ・ブキン地区国家行政府長官
- 1998年～1999年 - タラス州知事
- 1999年～2001年 - オシ州知事
- 2001年～2002年 - 財務相[2]

2002年1月18日、内務相となるが、5月、アクスィスキエ事件の責任をとったキルギス政府総辞職に伴い退任。2002年8月14日～2003年12月18日、大統領府組織業務・国家統制政策課主任兼大統領府副長官。2003年12月7日、生態学・非常事態相代行、2003年12月18日～2004年2月、生態学・非常事態相。
2004年5月25日、「全世界キルギス人会議」組織委員会議長。イスタンブールで開かれた設立会議において、キルギス人離散者の代表に選出された。

## チューリップ革命後
2005年3月24日、野党集会時の扇動の組織で、アクマタリエフが起訴されたとの報道が流れた。3月25日、外務相代行ローザ・オトゥンバエヴァは、アラ・トー広場での大規模騒擾にアクマタリエフが関与していると表明した。2005年3月、社会・政治運動「アクィカト」（Akyikat）の指導者に選ばれ、6月の大統領選挙に参加することを表明した。2005年4月27日まで、生態学・非常事態相を務めた。2007年、キルギス議会議員アジムベク・ベクナザロフ（Azimbek Beknazarov）からアクスィスキエ（Aksy）事件の責任があると非難された。

## 私生活
妻帯、2女（サルタナト、ジャマル）を有する。
「ダンク」メダル、「オシー3000」メダル、「キルギスタン独立10周年」メダルを受章。トゥゲルバイ・スィドィクベコフ賞受賞者。